# Xã Prairie, Quận Crawford, Illinois
Xã Prairie (tiếng Anh: Prairie Township) là một xã thuộc quận Crawford, tiểu bang Illinois, Hoa Kỳ. Năm 2010, dân số của xã này là 594 người.